# Mezguita
Mezguita (en àrab مزكيطة, Mazgīṭa; en amazic ⵎⵥⴳⵉⵟⴰ) és una comuna rural de la província de Zagora, a la regió de Drâa-Tafilalet, al Marroc. Segons el cens de 2014 tenia una població total de 8.451 persones.